# Propuhivanje čađe
Propuhivanje čađe je postupak kojim se uklanja čađa i smole koje bi se inače taložile unutar ložišta, dimovoda i dimnjaka unutar kotla, generatora pare ili većih peći za vrijeme izgaranja. Uklanjanjem čađe i smole iz ložišta, dimovoda i dimnjaka značajno se povećava učinkovitost kotlova i peći, jer nakupljena čađa i smola djeluje kao toplinski izolator, ali se i izbjegava mogućnost začepljenja dimnjaka, te se time produljuje vijek trajanja generatora pare. Prednost propuhivanja čađi je i u tome što se onemogućuje pojava korozije ispod naslaga čađe i smole. Kako se u čađi uglavnom nalazi ugljikov monoksid, koji može naknadno izgarati (oksidirati) u ugljikov dioksid, postoji uvijek opasnost da se naslage čađe zapale i time stvore lokalni plamen, koji može oštetiti materijal ložišta ili dimovoda.
Postoji više vrsta propuhivača čađi :
- zidni propuhivač čađi,
- dugi uvlačivi propuhivač čađi (eng. Long Retractable Soot Blower ili LRSB),
- propuhivač čađi predgrijača zraka.

Za propuhivanje čađi može se koristiti:
- vodena para ili
- zrak.

U termoelektranama i kod ostalih generatora pare uglavnom se koristi vodena para za propuhivanje čađi, budući su troškovi ulaganja manji nego da se koristi pneumatika (kompresor, elektromotor i upravljanje komprimiranim zrakom). Čađa se obično ispuhuje s dimnim plinom, što nije dobro s gledišta očuvanja okoline, jer doprinosi zagađenju zraka. Zbog toga je potrebno ugraditi uz propuhivač čađi i sakupljač prašine, koji će uhvatiti čađu i smole, koje se mogu poslije odvesti na odlagalište otpada.